# ケイレブ・エヴェレット
ケイレブ・D・スコッティ・エヴェレット（英語: Caleb D Scotti Everett）はアメリカ合衆国の人類学者・心理学者・言語学者で、現在はデラウェア大学教養学部長である。言語的相対論や、数の認識、言語・文化・認識の相互作用についての学際的な研究や、アマゾンでのフィールドワークなどで知られる。『数の発明 私たちは数をつくり、数につくられた』『Linguistic Relativity: Evidence across Languages and Cognitive Domains』などの影響力のある著書を執筆し、2018年 PROSE賞や2023年 PROSE賞などを受賞した。

## 生い立ちと教育
父は言語学者のダニエル・エヴェレットであり、母はケレン・エヴェレット（英語: Keren Everett）である。幼少期の大半をアマゾンの熱帯雨林にあるピダハン族（英語: Pirahã people）の村で過ごした。そこで両親は宣教師として、そして言語学者として活動していた。この時期にはエヴェレットは小屋に住み、両親に家庭教育を受けながら、ピダハン族の子ども達と伝統技術を学ぶなど、現地の先住民族の文化にも触れていた。
エヴェレットはピッツバーグ大学で学士を取得し、その後にライス大学で言語学の修士号・博士号を取得した。博士論文ではアマゾンの言語であるカリチアーナ語を研究した。その後、ニューヨーク州立大学バッファロー校で言語学のポスドク研究をしていた。

## 経歴
エヴェレットはマイアミ大学の人類学教授に2007年に就任した。その後、心理学も担当するようになり、人類学部の学部長を2017年から2021年まで、教務担当上級副学部長、その後教務および大学の多様性担当など、いくつかの管理職を歴任した。 2015年にはSemester at Sea programプログラムの教員も務めた。
特筆すべきは、エヴェレットはピダハン族を研究するためにアマゾンに戻り、そして、彼らが量を知覚することに、彼らの言語に数詞がないことがどう影響するのかを調査したことである。この研究は、数の認識や言語的相対論に対する彼の研究の基礎になることとなった。
2025年3月に、デラウェア大学教養学部長に就任し、言語学・認知科学部の副学部長を兼任している。

## 研究と貢献
エヴェレットの研究は、言語人類学と認知科学に焦点を当て、認知と文化を言語がどのように形成するかに重点を置いている。アマゾンの先住民コミュニティでのフィールドワークに基づく『数の発明 私たちは数をつくり、数につくられた』で探求されているように、数は時間をかけて洗練された文化的発明であるということを、数の認知に関する彼の研究は前提としている。彼の言語的相対論に関する研究は、2013年の著書で詳述されており、言語がどのように認知領域を超えて思考に影響を与えるかを調査し、普遍文法理論に異議を唱えている。
彼の学際的な手法には、コンピュータによる分析・実験的研究・フィールドワークが含まれ、最近の研究では、音声中のエアロゾルを調査し、人類学と環境科学を結びつけている。彼の著書は2,274回以上引用されており、複数の分野にまたがる彼の幅広い影響力を反映している。

## 書籍
- Everett, Caleb (2013). Linguistic Relativity: Evidence Across Languages and Cognitive Domains. De Gruyter. ISBN 9783110484922
- ケイレブ・エヴェレット 著、屋代通子 訳『数の発明 私たちは数をつくり、数につくられた』みすず書房、2021年5月6日。ISBN 978-4-622-08964-3。
  - Everett, Caleb (2017). Numbers and the Making of Us: Counting and the Course of Human Cultures. ハーバード大学出版局. ISBN 9780674237810

Smithsonian誌が選ぶ「2017年の10冊」に本書は選ばれ、同年の米国出版社協会の学術出版賞The PROSE Awardを受賞した。
- Everett, Caleb (2023). A Myriad of Tongues: How Languages Reveal Differences in How We Think. ハーバード大学出版局. ISBN 9780674237810

その他の論文は、『サイエンティフィック・アメリカン』や『ネイチャー コミュニケーションズ』などに掲載されている。彼の研究は、『ニューヨーク・タイムズ』、『ウォールストリート・ジャーナル』、『サイエンス』、『ネイチャー』、『ナショナル・ジオグラフィック』、『PBS』、『BBC』などの主要メディアで取り上げられている。

## 受賞
| Award/Honor                                         | Year                | Details                                                                       |
| --------------------------------------------------- | ------------------- | ----------------------------------------------------------------------------- |
| Andrew Carnegie Fellow                              | 第一期（2015-2017） | 言語の違いが非言語的思考に影響を与えることに関する研究を認められた            |
| Smithsonian Top 10 Science Books                    | 2017                | 『数の発明 私たちは数をつくり、数につくられた』に対して                       |
| PROSE Award for Best Book in Language & Linguistics | 2018                | 『数の発明 私たちは数をつくり、数につくられた』に対して                       |
| Publisher's Weekly Top 10 Science Books             | 2023                | A Myriad of Tongues: How Languages Reveal Differences in How We Thinkに対して |
| PROSE Award for Best Book in Language & Linguistics | 2023                | A Myriad of Tongues: How Languages Reveal Differences in How We Thinkに対して |